# Taco van der Hoorn
Taco van der Hoorn (ur. 4 grudnia 1993 w Rotterdamie) – holenderski kolarz szosowy.

## Osiągnięcia
Opracowano na podstawie:

2016
- 2. miejsce w ZODC Zuidenveld Tour
- 1. miejsce na 1. etapie An Post Rás

2017
- 2. miejsce w Dwars door het Hageland
- 1. miejsce w Schaal Sels
- 2. miejsce w Tacx Pro Classic

2018
- 1. miejsce na 3. etapie BinckBank Tour
- 3. miejsce w Antwerp Port Epic
- 1. miejsce w Primus Classic

2019
- 2. miejsce w Hammer Limburg (drużynowo)
- 3. miejsce w Omloop van het Houtland

2021
- 1. miejsce na 3. etapie Giro d’Italia
- 1. miejsce w klasyfikacji najaktywniejszych Tour de Pologne
- 1. miejsce na 3. etapie Benelux Tour
- 2. miejsce w Antwerp Port Epic
- 1. miejsce w Omloop van het Houtland

2022
- 1. miejsce w Brussels Cycling Classic
- 3. miejsce w mistrzostwach Holandii (start wspólny)

## Rankingi
| Rok              | 2014 | 2015 | 2016 | 2017 | 2018 | 2019 | 2020 | 2021 | 2022 | 2023 | 2024 |
| ---------------- | ---- | ---- | ---- | ---- | ---- | ---- | ---- | ---- | ---- | ---- | ---- |
| World Ranking    |      |      | 631. | 134. | 128. | 900. | 649. | 151. | 200. | 538. | 665. |
| UCI Europe Tour  | 899. | -    | 381. | 44.  | 48.  | 654. | 528. | 129. | 163. | -    | -    |
| UCI Oceania Tour | -    | -    | -    | 84.  | -    |      |      |      |      |      |      |
|                  |      |      |      |      |      |      |      |      |      |      |      |
| Źródło: UCI      |      |      |      |      |      |      |      |      |      |      |      |